# Fénylő gyapjasmadár
A fénylő gyapjasmadár (Hemignathus lucidus) a madarak osztályának verébalakúak rendjébe és a pintyfélék családjába tartozó faj.

## Előfordulása
Az Amerikai Egyesült Államokhoz tartozó Hawaii szigetein honos. A természetes élőhelye szubtrópusi és trópusi hegyi esőerdők,

## Alfajai
- Hemignathus lucidus affinis Rothschild, 1893 - Maui szigetén él.
- Hemignathus lucidus hanapepe S. B. Wilson, 1889 - Kauai szigetén él.
- Hemignathus lucidus lucidus Lichtenstein, 1839 - Oahu szigetén élt, de mára már kihalt.

## Megjelenése
Testhossza 14 centiméter